# Państwowe Ratownictwo Medyczne
Państwowe Ratownictwo Medyczne (PRM) – system powołany w Polsce w celu udzielenia pomocy medycznej osobom znajdującym się w stanie nagłego zagrożenia zdrowotnego.
W całej Polsce istnieje telefoniczne przekierowanie z numeru 999 do centrum powiadamiania ratunkowego, które działa zarówno z telefonu komórkowego, jak i stacjonarnego. Dyspozytornia medyczna przyjmuje również zgłoszenia od operatorów Centrów Powiadamiania Ratunkowego (112). Według planów Ministerstwa Zdrowia do 2018 r. w Polsce będą funkcjonowały 42 dyspozytornie medyczne, natomiast docelowo, w 2028 r., będzie ich tylko 18.

## Historia
Udzielanie profesjonalnej pomocy medycznej na miejscu zdarzenia osobom w stanie zagrożenia życia lub zdrowia ma w Polsce dużo dłuższą tradycję niż ratownictwo medyczne we współczesnym znaczeniu. Pierwsze pogotowie ratunkowe w Polsce zorganizowano w 1891 roku w Krakowie. Do jego powstania przyczyniły się liczne pożary, jakie miały miejsce w tym mieście w 1890 roku, w których zginęło wielu ludzi. Inicjatorami powstania pogotowia byli Arnold Bannet, późniejszy znany okulista, Alfred Obaliński, profesor Uniwersytetu Jagiellońskiego oraz Wincenty Eminowicz, ówczesny naczelnik straży pożarnej. Wielu wskazówek udzielili im Jaromir Mundy oraz Jan Wilczek, organizatorzy wiedeńskiego pogotowia. Rada Miejska Krakowa przydzieliła pomieszczenia w budynku straży pożarnej i zgodziła się na finansowanie stacji ratunkowej. W dniu 6 czerwca 1891 roku na ulicach Krakowa pojawiła się pierwsza karetka pogotowia – powóz zaprzężony w parę koni wyposażony w pięć sztuk noszy. Należała ona do Krakowskiego Ochotniczego Towarzystwa Ratunkowego. Personel stanowili ochotnicy – studenci wyższych lat Wydziału Lekarskiego Uniwersytetu Jagiellońskiego. Datę tę przyjmuje się jako powstanie pierwszego pogotowia ratunkowego w Polsce. 
Wkrótce potem stacje pogotowia ratunkowego powstały w innych polskich miastach: we Lwowie w 1893 r., w Warszawie w 1897 r., Łodzi w 1899 r., Wilnie w 1902 r., Lublinie w 1917 r. i Poznaniu w 1928 r. Były to instytucje samodzielne, posiadające osobowość prawną, finansujące swoją działalność ze składek społecznych, darowizn, opłat ubezpieczalni społecznej, dotacji miejskich i własnych środków. Funkcjonowały przez całą dobę i udzielały bezpłatnej pomocy we wszystkich nagłych zdarzeniach. 
Po odzyskaniu przez Polskę niepodległości, 18 stycznia 1919 roku z inicjatywy Stowarzyszenia „Samarytanin Polski” zwołano pod patronatem Heleny Paderewskiej naradę wszystkich istniejących na ziemiach polskich organizacji kierujących się w działaniu czerwonokrzyskimi ideami. Organizacje te utworzyły Polskie Towarzystwo Czerwonego Krzyża (PTCK). W okresie międzywojennym działania PTCK były dostosowane do potrzeb społeczeństwa. Udzielano pomocy poszkodowanym w wyniku wojen, organizowano i prowadzono szereg zakładów lecznictwa oraz stacji pogotowia ratunkowego. Poszukiwano również zaginionych, realizowano zadania w zakresie szkolenia sanitarnego, zakładano drużyny ratownicze itp. W 1935 roku powołano w Łodzi Centralną Stację Wypadkową Polskiego Czerwonego Krzyża z ośrodkiem przetaczania krwi. 
II wojna światowa przerwała w Polsce dynamiczny rozwój ratownictwa medycznego opartego na zasadach pomocy samarytańskiej. W latach 1948–1951 rząd przejął od Polskiego Czerwonego Krzyża i przekazał pod zarząd Ministerstwa Zdrowia całą infrastrukturę opieki zdrowotnej. Do tego okresu PCK prowadził między innymi 30 szpitali, 280 przychodni zdrowia i 177 stacji pogotowia ratunkowego. Po podporządkowaniu ratownictwa medycznego władzom administracyjnym dokonano podziału stacji pogotowia ratunkowego na: powiatowe, miejskie i wojewódzkie. W stacjach tych funkcjonowały zespoły wyjazdowe oraz stacjonarne ambulatoria. Niektóre stacje pogotowia znacznie rozbudowały część diagnostyczno-zabiegową, na przykład Krakowskie Pogotowie Ratunkowe zorganizowało stacjonarny oddział urazowy z pracownią diagnostyki radiologicznej oraz blok operacyjny.
Do końca lat 90. XX wieku służbę zajmującą się wyjazdami celem udzielenia pomocy na miejsce zdarzenia określano jako pogotowie ratunkowe. Określenie nadal występuje w nazwach dysponentów jednostek ratownictwa medycznego. Również dysponent lotniczych zespołów ratownictwa medycznego nosi nazwę Lotniczego Pogotowia Ratunkowego.
Pojęcie ratownictwa medycznego pojawiło się w polskim prawie po raz pierwszy za sprawą ustawy o Państwowym Ratownictwie Medycznym z dnia 25 lipca 2001 roku (Dz.U. z 2001 r. nr 113, poz. 1207, ze zm.).

## Opis
W skład systemu wchodzą zespoły ratownictwa medycznego (ZRM): karetki typu S (specjalistyczne) i P (podstawowe), motoambulanse, Lotnicze Pogotowie Ratunkowe (HEMS) i szpitalne oddziały ratunkowe (SOR).
System został powołany dla realizacji zadań państwa polegających na zapewnieniu pomocy każdej osobie znajdującej się w stanie nagłego zagrożenia zdrowotnego, który należy rozumieć jako stan polegający na nagłym lub przewidywanym w krótkim czasie pojawieniu się objawów pogarszania zdrowia, którego bezpośrednim następstwem może być poważne uszkodzenie funkcji organizmu lub uszkodzenie ciała lub utrata życia, wymagający podjęcia natychmiastowych medycznych czynności ratunkowych i leczenia. Podstawę działania ratownictwa medycznego w Polsce stanowi ustawa z dnia 8 września 2006 roku o Państwowym Ratownictwie Medycznym (Dz.U. z 2025 r. poz. 91) i rozporządzenia wykonawcze.
System składa się z dwóch pionów. Pierwszym są organy administracji rządowej właściwe w zakresie wykonywania zadań systemu, czyli wojewodowie. Ich zadaniem jest organizowanie, planowanie, koordynowanie i nadzór realizacji zadań systemu oraz częściowo finansowanie jednostek systemu.
Drugi pion stanowią jednostki systemu. Ustawa o Państwowym Ratownictwie Medycznym z 2006 roku wskazuje dwa typy jednostek systemu, czyli szpitalne oddziały ratunkowe i zespoły ratownictwa medycznego, w tym lotnicze zespoły ratownictwa medycznego. Jednostki systemu muszą ze sobą współpracować i się uzupełniać. Warunkiem uczestnictwa tych jednostek w systemie jest zawarcie przez ich dysponenta umowy o udzielanie przez nie świadczeń opieki zdrowotnej oraz umowy na wykonywanie medycznych czynności ratunkowych.

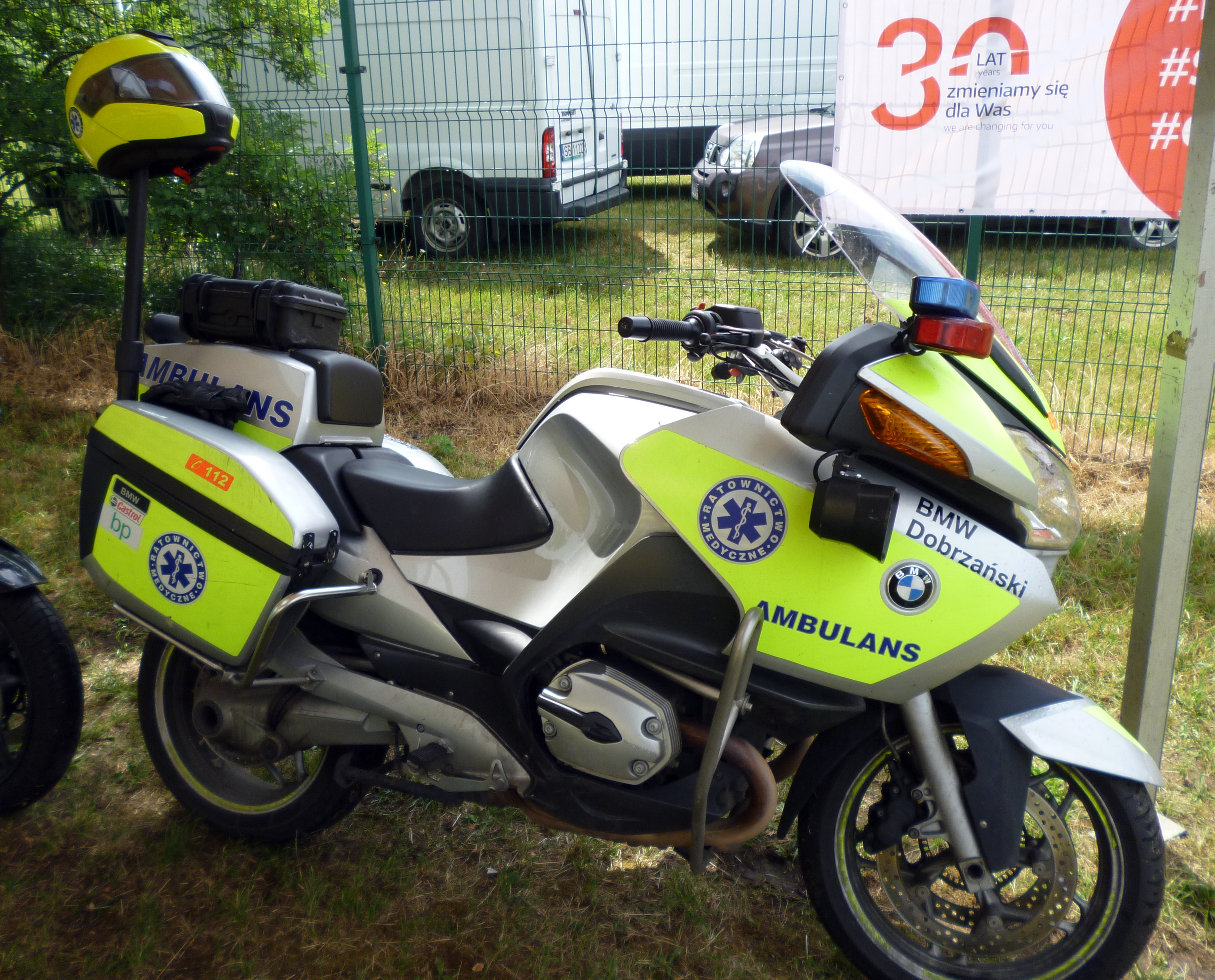
Motoambulans BMW RT 1200

## Zespoły ratownictwa medycznego

### Rodzaje zespołów[4]
- S – zespół wyjazdowy specjalistyczny – co najmniej trzy osoby uprawnione do wykonywania medycznych czynności ratunkowych, w tym lekarz systemu,
- P – zespół wyjazdowy podstawowy – co najmniej dwie osoby uprawnione do wykonywania medycznych czynności ratunkowych,
- zespół lotniczy Lotniczego Pogotowia Ratunkowego – co najmniej trzy osoby, w tym co najmniej jeden pilot zawodowy, lekarz systemu oraz ratownik medyczny lub pielęgniarka systemu

#### Specjalistyczne zespoły ratownictwa medycznego
W zespole specjalistycznym pomocy muszą udzielać minimum 3 osoby uprawnione do wykonywania medycznych czynności ratunkowych, w tym lekarz systemu. Lekarzem systemu może być lekarz, który:
- ma tytuł specjalisty w dziedzinie medycyny ratunkowej lub
- ukończył co najmniej drugi rok specjalizacji w dziedzinie medycyny ratunkowej,

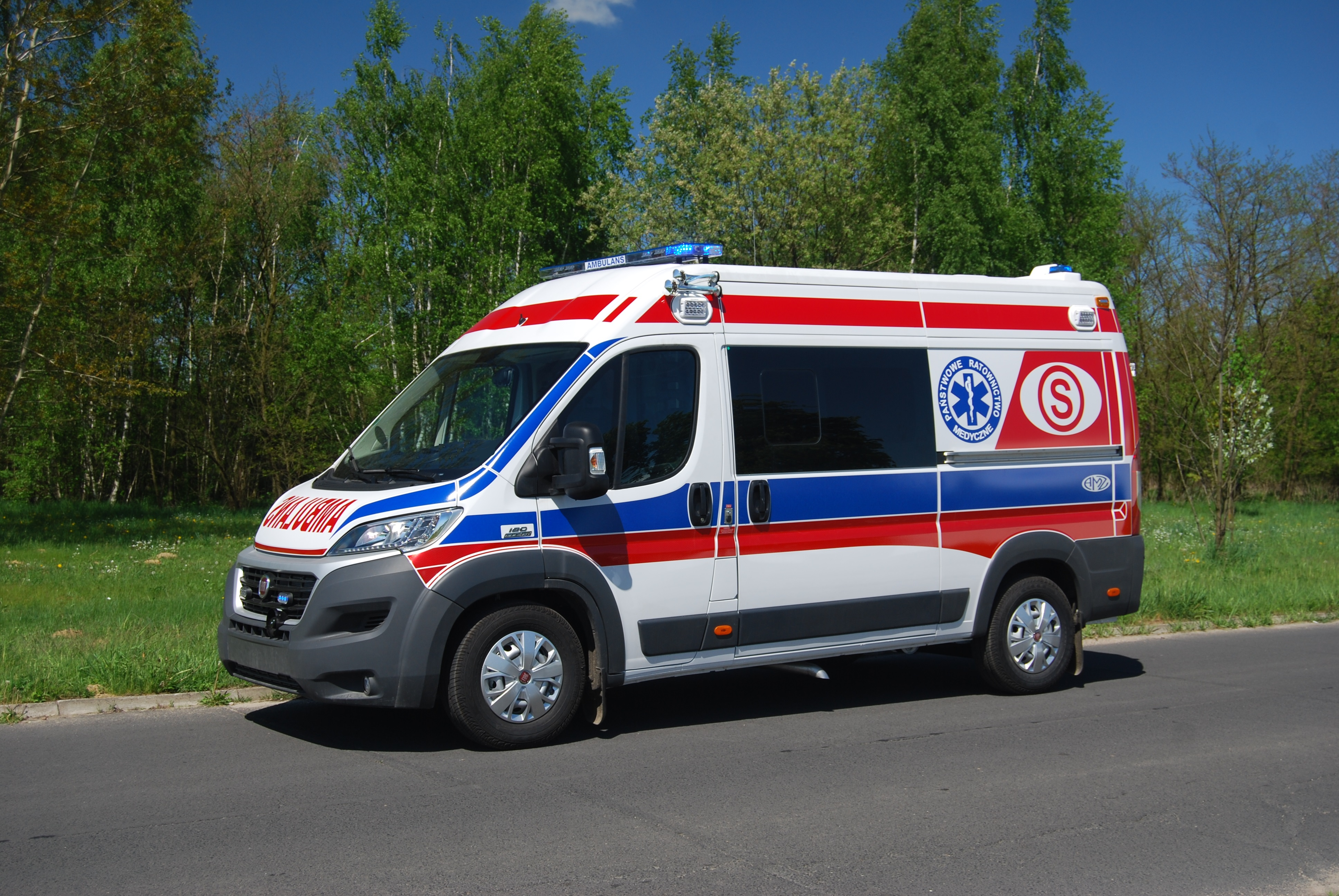
Ambulans zespołu specjalistycznego

Do końca 2020 roku lekarzem systemu mógł być również lekarz, który ma specjalizację lub tytuł specjalisty albo ukończył co najmniej drugi rok specjalizacji w dziedzinie:
- anestezjologii i intensywnej terapii,
- chorób wewnętrznych,
- chirurgii ogólnej,
- chirurgii dziecięcej,
- ortopedii i traumatologii narządu ruchu,
- ortopedii i traumatologii.

#### Podstawowe zespoły ratownictwa medycznego
W zespole podstawowym pomocy muszą udzielać minimum 2 osoby uprawnione do wykonywania medycznych czynności ratunkowych. Jedna z tych osób powinna posiadać uprawnienia do kierowania ambulansem. W składzie zespołu podstawowego nie musi znajdować się lekarz systemu. Kierownikiem zespołu ratownictwa medycznego, o którym mowa w ust. 1 pkt 2, może być osoba będąca ratownikiem medycznym lub pielęgniarką systemu..

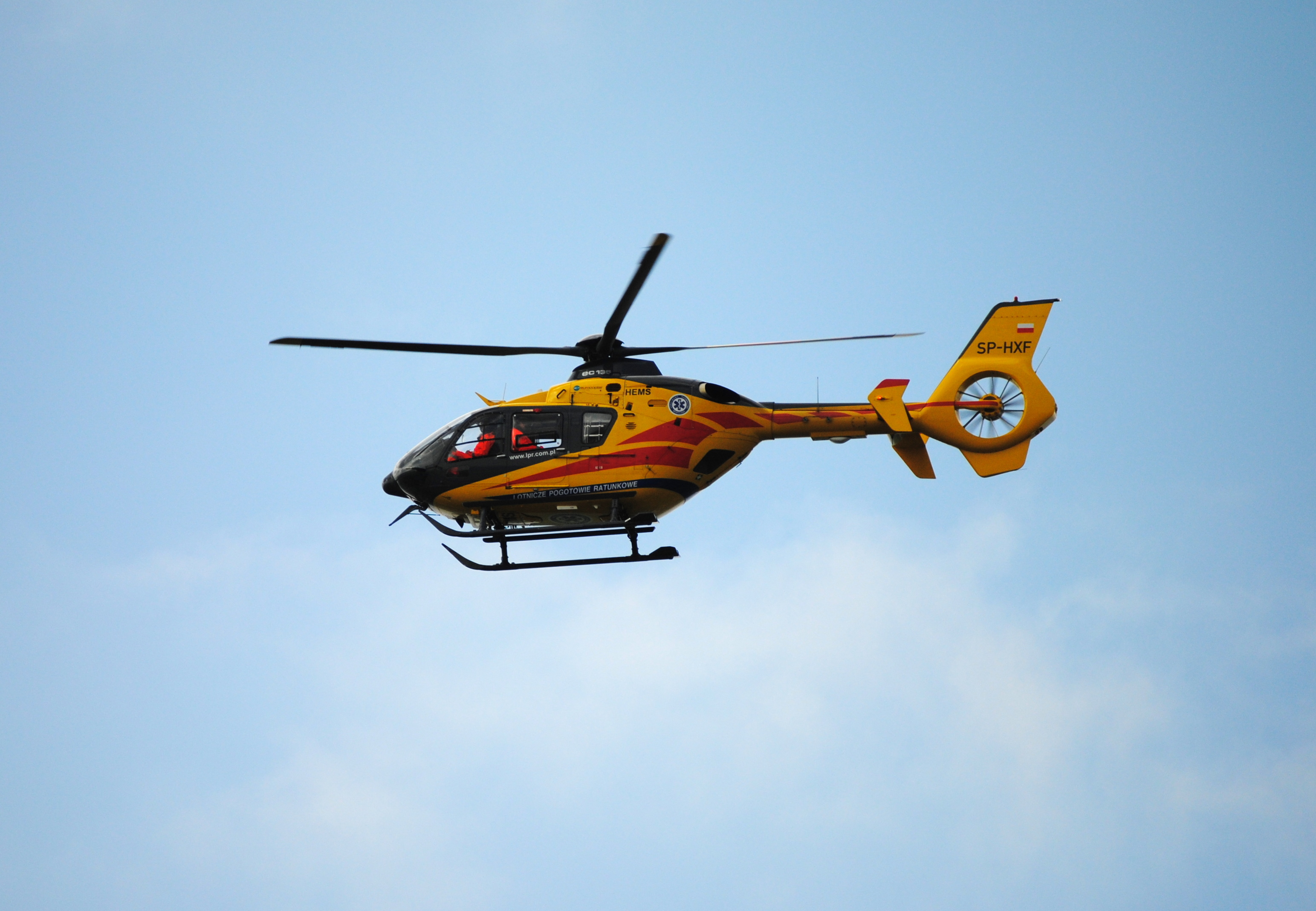
Śmigłowiec Eurocopter EC135

#### Lotnicze zespoły ratownictwa medycznego
W skład lotniczego zespołu ratownictwa medycznego wchodzą: dwóch pilotów (Samolotowy Zespół Transportowy, EMS), jeden pilot (Śmigłowcowy Zespół Transportowy, HEMS), lekarz systemu oraz ratownik medyczny lub pielęgniarz/pielęgniarka systemu.
Personel medyczny, uprawniony do wykonywania medycznych działań ratunkowych, reprezentują:
- ratownicy medyczni
- pielęgniarki systemu
- lekarze systemu

## System Wspomagania Dowodzenia Państwowego Ratownictwa Medycznego

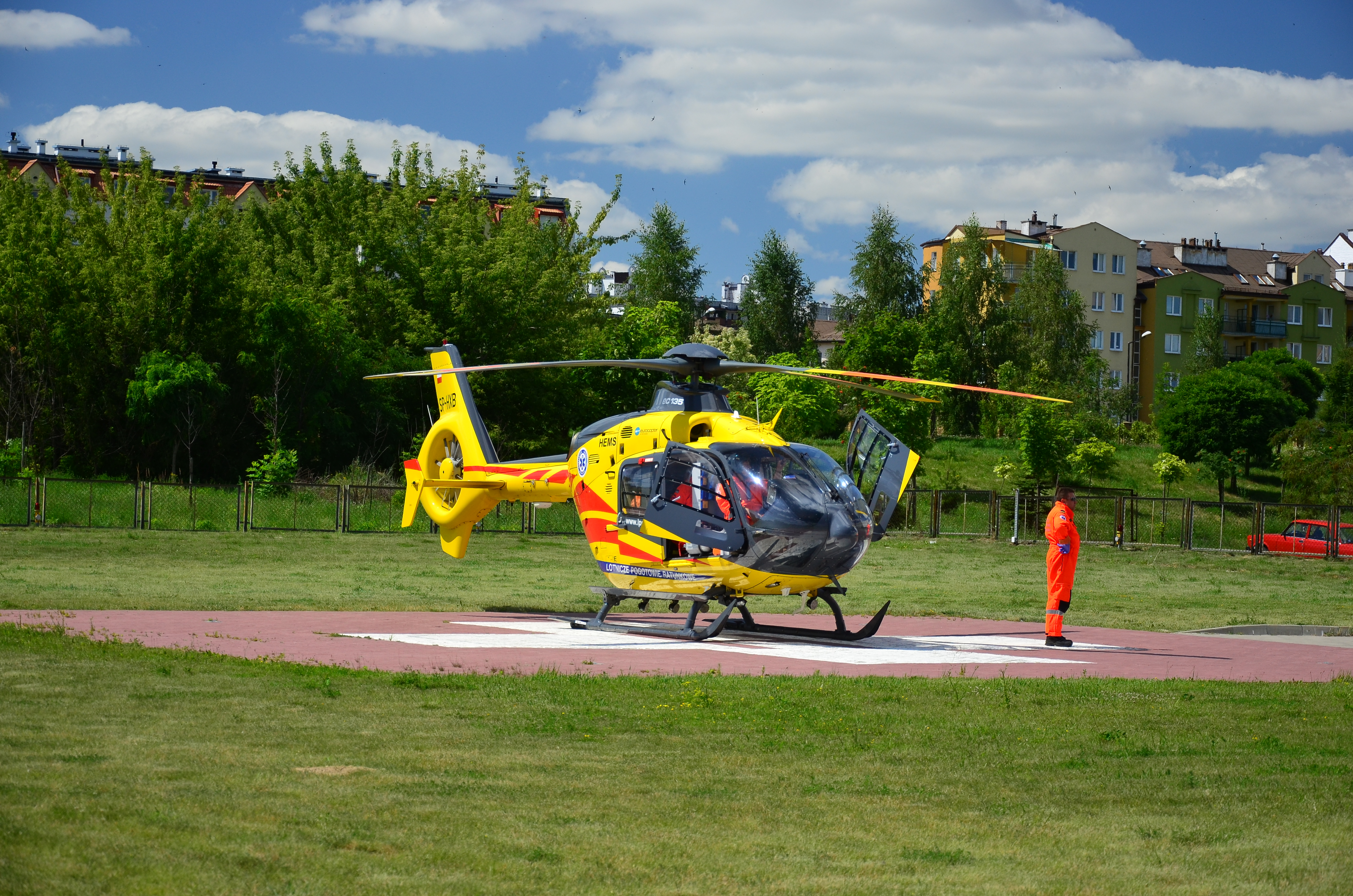
Śmigłowiec Lotniczego Pogotowia Ratunkowego na lądowisku

W celu ujednolicenia sposobu przyjmowania zgłoszeń oraz w celu sprawnej ich obsługi powołano do życia SWD PRM. Umożliwia on:
- przyjmowanie zgłoszeń alarmowych;
- dysponowanie zespołów ratownictwa medycznego;
- lokalizacje zdarzeń, zespołów ratownictwa medycznego (za pomocą Uniwersalnego Modułu Mapowego)

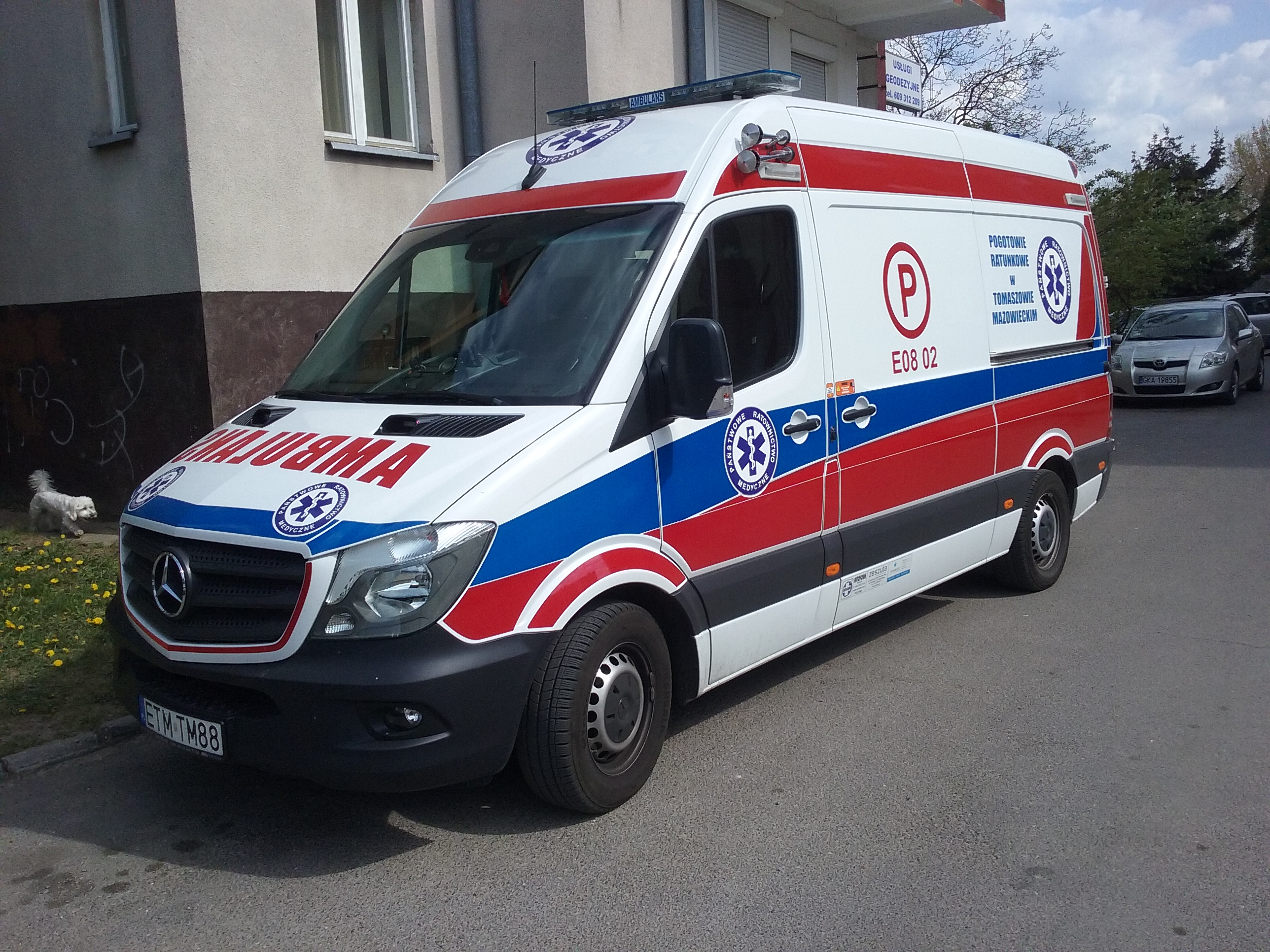
Ambulans zespołu podstawowego